# Puchar Europy Mistrzów Klubowych (1987/1988)
XXXIII Puchar Europy Mistrzów Klubowych 1987/1988

(ang. European Champion Clubs’ Cup)

## I runda
| Rapid Wiedeń – Ħamrun Spartans 6:0 i 1:0 1 16.09 1987 1:0 Kranjčar 9k, 2:0 Stojadinović 29, 3:0 Kranjčar 43, 4:0 Willfurth 78, 5:0 Stojadinović 81, 6:0 Stojadinović 88 2 30.09 1987 1:0 H. Weber 70                                   |
| Aarhus GF – Jeunesse Esch 4:1 i 0:1 1 16.09 1987 1:0 Beck 1, 2:0 Lundqvist 8, 3:0 Lundqvist 19, 4:0 Bartram 43k – 4:1 Schölten 73 2 30.09 1987 0:1 Theiss 7                                                                            |
| Shamrock Rovers – Omonia Nikozja 0:1 i 0:0 1 16.09 1987 0:1 Theofanus 10 2 30.09 1987 |
| Real Madryt – SSC Napoli 2:0 i 1:1 1 16.09 1987 1:0 Michel 18 p, 2:0 De Napoli 76s (mecz rozegrano przy pustych trybunach) 2 30.09 1987 0:1 Francini 9, 1:1 Butragueño 44                                                              |
| Girondins Bordeaux – Dynamo Berlin 2:0 i 2:0 1 16.09 1987 1:0 Bijotat 47, 2:0 Ferreri 58 2 30.09 1987 1:0 Zlatko Vujović 58, 2:0 Ferreri 89                                                                                            |
| Olympiakos SFP – Górnik Zabrze 1:1 i 1:2 1 16.09 1987 1:0 Alexiou 19, 1:1 Klemenz 26 2 30.09 1987 0:1 Cyroń 24, 0:2 Iwan 42, 1:2 Kostikos 65k                                                                                          |
| Knattspyrnufélagið Fram – Sparta Praga 0:2 i 0:8 1 16.09 1987 0:1 Skuhravý 80, 0:2 P. Novák 86 2 30.09 1987 0:1 Hašek 7, 0:2 P. Novák 14, 0:3 Griga 17, 0:4 P. Novák 56, 0:5 Cabala 59, 0:6 P. Novák 65, 0:7 Chovanec 73, 0:8 Hašek 77 |
| Lillestrøm SK – Linfield F.C. 1:1 i 4:2 1 16.09 1987 1:0 Olsen 45, 1:1 Baxter 75 2 30.09 1987 1:0 Larsen 24, 1:1 McGaughey 40, 2:1 Hauberg 42, 2:2 McGaughey 67, 3:2 Larsen 78, 4:2 Sognnaes 80                                        |
| PSV Eindhoven – Galatasaray SK 3:0 i 0:2 1 16.09 1987 1:0 Gillhaus 52, 2:0 R. Koeman 76, 3:0 Kieft 88 2 30.09 1987 0:1 Tanju Colak 6, 0:2 Mirsat 42                                                                                    |
| SL Benfica – Partizani Tirana 4:0 i 3:0vo 1 16.09 1987 1:0 Hametaj 37s, 2:0 Mozer 81, 3:0 Rui Aguas 86, 4:0 Rui Aguas 90 2 30.09 1987 Partizani został wykluczony z rozgrywek przez UEFA                                               |
| FC Porto – Wardar Skopje 3:0 i 3:0 1 16.09 1987 1:0 Madjer 12, 2:0 Sousa 52, 3:0 Madjer 84 2 30.09 1987 1:0 Sousa 38, 2:0 Jaime Magalhães 64, 3:0 Madjer 66                                                                            |
| Bayern Monachium – Sredec Sofia 4:0 i 1:0 1 16.09 1987 1:0 Wegmann 30, 2:0 Dormer 35, 3:0 Brehme 55, 4:0 Wegmann 62 2 30.09 1987 1:0 Kögl 70                                                                                           |
| Steaua Bukareszt – MTK Budapeszt 4:0 i 0:2 1 16.09 1987 1:0 Hagi 11, 2:0 Hagi 27, 3:0 Bölöni 63, 4:0 Lacatus 82 2 30.09 1987 0:1 Hires 18, 0:2 Szeibert 41                                                                             |
| Malmö FF – RSC Anderlecht 0:1 i 1:1 1 16.09 1987 0:1 Vervoort 37 2 30.09 1987 0:1 Vervoort 30, 1:1 Engqvist 62 |
| Neuchâtel Xamax – FC Kuusysi 5:0 i 1:2 1 16.09 1987 1:0 van der Gijp 9, 2:0 van der Gijp 20, 3:0 Heinz Hermann 31, 4:0 Sutter 50, 5:0 van der Gijp 75 2 30.09 1987 0:1 Lius 7, 1:1 Nielsen 10, 1:2 Kousa 28                            |
| Dynamo Kijów – Rangers 1:0 i 0:2 1 16.09 1987 1:0 Michajliczenko 74k 2 30.09 1987 0:1 Falco 25, 0:2 McCoist 50 |

## II runda
| Rapid Wiedeń – PSV Eindhoven 1:2 i 0:2 1 21.10 1987 1:0 Kranjčar 47k, 1:1 van Aerie 71, 1:2 Gillhaus 77 2 04.11 1987 0:1 Lerby 15, 0:2 Gillhaus 84                    |
| Aarhus GF – SL Benfica 0:0 i 0:1 1 21.10 1987 2 04.11 1987 0:1 Nunes 38                                                                                               |
| Rangers – Górnik Zabrze 3:1 i 1:1 1 21.10 1987 1:0 McCoist 6, 2:0 Durrant 22, 3:0 Falco 45, 3:1 Urban 56 2 04.11 1987 1:0 McCoist 41k, 1:1 Orzeszek 63                |
| Real Madryt – FC Porto 2:1 i 2:1 1 21.10 1987 0:1 Madjer 59, 1:1 Sánchez 81, 2:1 Sanchis 90 (mecz w Walencji) 2 04.11 1987 0:1 Sousa 23, 1:1 Michel 54, 2:1 Michel 70 |
| Lillestrøm SK – Girondins Bordeaux 0:0 i 0:1 1 21.10 1987 2 04.11 1987 0:1 Ferreri 41                                                                                 |
| Steaua Bukareszt – Omonia Nikozja 3:1 i 2:0 1 21.10 1987 1:0 Hagi 14k, 1:1 Xiouroupas 38, 2:1 lovan 43, 3:1 Hagi 68 2 04.11 1987 1:0 Christofi 7s, 2:0 Lacatus 34     |
| Neuchâtel Xamax – Bayern Monachium 2:1 i 0:2 1 21.10 1987 1:0 Lutni 28, 1:1 Matthäus 47, 2:1 Sutter 50 2 04.11 1987 0:1 Pflügler 87, 0:2 Wegmann 90                   |
| Sparta Praga – RSC Anderlecht 1:2 i 0:1 1 21.10 1987 1:0 Hašek 10, 1:1 Vervoort 27, 1:2 Frimann 50 2 04.11 1987 0:1 Nilis 14                                          |

## 1/4 finału
| Girondins Bordeaux – PSV Eindhoven 1:1 i 0:0 1 02.03 1988 1:0 Touré 21, 1:1 Kieft 40 2 16.03 1988                                                                                  |
| SL Benfica – RSC Anderlecht 2:0 i 0:1 1 02.03 1988 1:0 M. Magnusson 15, 2:0 Chiquinho 19 2 16.03 1988 0:1 Gudjohnsen 63                                                            |
| Bayern Monachium – Real Madryt 3:2 i 0:2 1 02.03 1988 1:0 Pflüger 40, 2:0 Eder 43, 3:0 Wohlfarth 48, 3:1 Butragueño 84, 3:2 Sánchez 89 2 16.03 1988 0:1 Janković 26, 0:2 Michel 41 |
| Steaua Bukareszt – Rangers 2:0 i 1:2 1 02.03 1988 1:0 Pițurcă 2, 2:0 lovan 66 2 16.03 1988 1:0 Lăcătuș 3, 1:1 Gough 16, 1:2 McCoist 30k                                            |

## 1/2 finału
| Real Madryt – PSV Eindhoven 1:1 i 0:0 1 06.04 1988 1:0 Sánchez 5k, 1:1 Linskens 19 2 20.04 1988      |
| Steaua Bukareszt – SL Benfica 0:0 i 0:2 1 06.04 1988 2 20.04 1988 0:1 Rui Aguas 22, 0:2 Rui Aguas 32 |

## Finał
| 25 maja 1988 Stuttgart Neckarstadion (68 000) PSV Eindhoven – SL Benfica 0:0 (0:0, 0:0), karne 6:5 Sędzia: Luigi Agnolin (Włochy) Karne: 1:0 Ronald Koeman, 1:1 Elzo, 2:1 Wim Kieft, 2:2 Dito, 3:2 Ivan Nielsen, 3:3 Hajri, 4:3 Gerald Vanenburg, 4:4 Jaime Pacheco, 5:4 Søren Lerby, 5:5 Carlos Mozer, 6:5 Anton Janssen, 6:5 António Veloso (obrona) Żółte kartki: Søren Lerby / – Philips Sport Vereniging (trener Guus Hiddink): Hans van Breukelen – Eric Gerets, Ronald Koeman, Ivan Nielsen, Berry van Aerle, Jan Heintze, Edward Linskens, Gerald Vanenburg, Søren Lerby, Wim Kieft, Hans Gillhaus (107 Anton Janssen) Sport Lisboa e Benfica (trener António José Conceição Oliveira „Toni”): Silvino Louro – António Veloso, Dito, Carlos Mozer, Álvaro Magalhães, Elzo Coelho, Shéu, Chiquinho, Jaime Pacheco, Rui Águas (57 Geovanio Vando), Mats Magnusson (111 Hajri) |